# 全国翻译专业资格（水平）考试

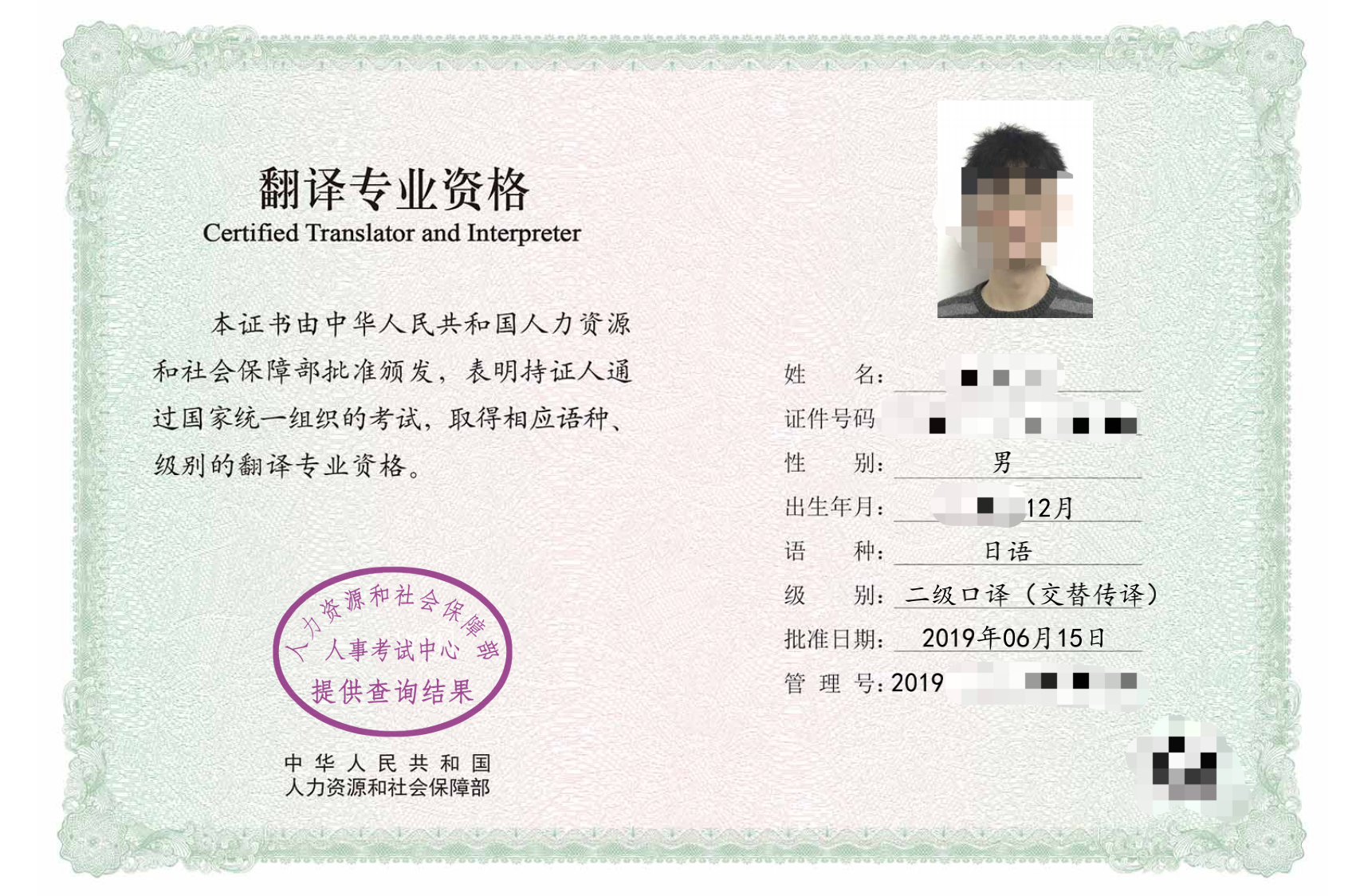
证书样本

全国翻译专业资格（水平）考试（China Accreditation Test for Translators and Interpreters，略称CATTI），是受中国人力资源和社会保障部委托，由中国外文局负责实施与管理的一项国家级职业资格考试，是对笔译和口译人才进行水平评价与认证的统一性考试。CATTI于2003年推出，目前是中華人民共和國最大的翻译资格考试之一。

## 考试概况

### 语种
考试分英语、日语、法语、阿拉伯语、俄语、德语、西班牙语、韩国语/朝鲜语、葡萄牙语共9个语种。

### 级别
考试分一级、二级、三级共3个等级。二级和三级可以直接报考，不限制报考条件。一级考试合格获取成绩单而不是证书。只有按照国家统一规定评聘翻译专业职务或先通过二级考试才可报考对应语种和类型的一级考试。
- 全国现有159所翻译硕士专业学位（MTI）教育试点单位的在校翻译硕士专业学位研究生，可凭学校开具的“翻译硕士专业学位研究生在读证明”（加盖学校公章）在报考二级笔译翻译专业资格（水平）考试时免试《笔译综合能力》科目，只参加《笔译实务》科目考试，只限在校具有翻译硕士专业学位的研究生，毕业后不具备免考条件。
- 取得二级口译交替传译合格证书的，在报考同声传译时免试《口译综合能力》科目，只参加《口译实务》科目考试。

### 类型
考试分笔译和口译两个类型。英语二级口译分同声传译和交替传译两种。
任何语种二、三级笔译、口译考试皆有两门考试内容：综合能力和实务，需一次性通过这两门考试（一般为百分制下两门成绩均不少于60分）才能获得二、三级笔译、口译证书，若只有一门合格，成绩不会保留至下次考试。一级考试只考实务一科，不考综合能力。

### 形式
一年施行两次考试，部分语种一年只有一次考试（上半年或下半年）。
2019年下半年开始CATTI实现了全面计算机考试，此前笔译为纸笔考试。
CATTI逐步推出海外考点，海外考点采用计算机考试或纸笔考试。

### 成绩
考试没有通过率限制，只要成绩合格即可获得证书，但历年考试合格率不高，大多在20%至30%左右，有的甚至只有个位数。
截至2023年末，翻译资格考试累计报名近220万人次，近24万人次通过考试。

### 功能
CATTI考试与职称评审挂钩，初级（三级翻译）和中级（二级翻译）通过CATTI三级和二级相应的考试即可获得，副高级（一级翻译）需先通过CATTI对应的一级考试后经申报评审后才可获得，正高级（译审）无考试，仅由评审才能获得。

## 相关网站
- CATTI官方网站（页面存档备份，存于）
- 中国人事考试网